# Isle of Man TT 1929
De Isle of Man TT 1929 was de achttiende uitvoering van de Isle of Man TT. Ze werd verreden op de Snaefell Mountain Course, een stratencircuit op het eiland Man.

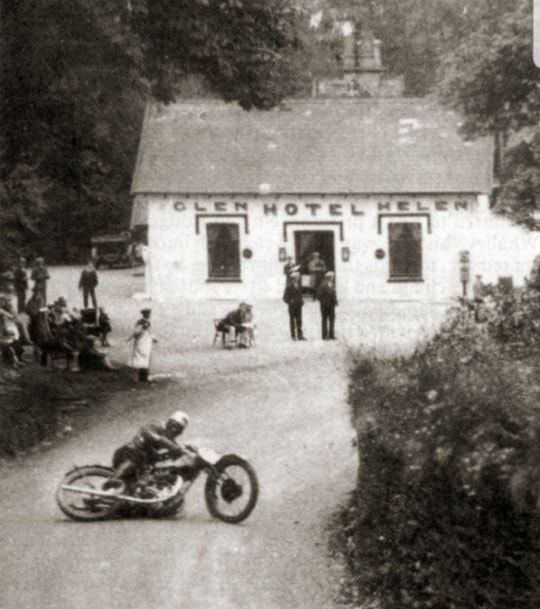
Henry Tyrell-Smith liep bij zijn val bij Glen Helen drie gebroken ribben op, maar werd toch nog derde in de Senior TT.

## Algemeen
Velocette bleef de Junior TT domineren, nu de KSS was doorontwikkeld tot de KTT. Freddie Hicks won er in 1929 mee. Pietro Ghersi, in 1926 nog gediskwalificeerd, had bij Moto Guzzi moeten zeuren om een Monoalbero 250 los te krijgen. Hij leidde de Lightweight TT 5½ ronde lang, maar viel uit met motorproblemen. Syd Crabtree won de Lightweight TT met een Excelsior. Henry Tyrell-Smith reed een heroïsche race nadat hij, leidend in de Senior TT, in de derde ronde was gevallen bij Glen Helen. Hij werd opgelapt in het Glen Helen Hotel, reed een geweldige inhaalrace en werd met zijn Rudge Ulster derde. Hij had drie gebroken ribben,waarmee hij nog 3½ ronde (ca. 200 km) gereden had. Charlie Dodson en Alec Bennett werden met hun Sunbeams eerste en tweede. Er vielen in dit jaar twee doden: Cecil Ashby verongelukte tijdens de Junior TT bij Ballacraine en Doug Lamb verongelukte tijdens de Senior TT bij Greeba Bridge.
| 1929 | - Ronderecord (70,95 mph) in de Junior TT (Freddie Hicks, Velocette KTT). - Racerecord (69,71 mph) in de Junior TT (Freddie Hicks, Velocette KTT). - Ronderecord (66,63 mph) in de Lightweight TT (Pietro Ghersi, Moto Guzzi Monoalbero 250). - Ronderecord (73,55 mph) in de Senior TT (Charlie Dodson, Sunbeam Model 90). - Eerste racegemiddelde in Senior TT boven 70 mph (Charlie Dodson, Sunbeam Model 90). |

## Senior TT
Vrijdag 14 juni, 7 ronden (425 km), motorfietsen tot 500 cc.
Henry Tyrell-Smith leidde de Senior TT 2½ ronde lang, maar hij viel hard bij Glen Helen, werd opgelapt in het Glen Helen Hotel en eindigde als derde. Hij had een beenwond en drie gebroken ribben. Toch had hij gemakkelijk gediskwalificeerd kunnen worden. In het hotel had men niet veel meer gedaan dan zijn leren racepak hersteld, maar toen hij buiten kwam, nog duizelig van de gebeurtenissen, zag hij dat een official zijn motorfiets vasthield, met draaiende motor. Tyrell-Smith hoefde niet meer te doen dan opstappen en wegrijden, maar dit was een duidelijk geval van "hulp van buitenaf" en dus verboden. Charlie Dodson, die in 1928 in regen en mist gewonnen had, bewees dat hij dat met goed weer ook kon. Hij was vijf minuten sneller dan zijn teamgenoot Alec Bennett. Een groot aantal rijders kwam ten val bij Greeba Bridge, waaronder Doug Lamb. Die overleed aan zijn verwondingen onderweg naar Nobles Hospital in Douglas.

### Uitslag Senior TT
| Pos | Coureur            | Merk            | Tijd      | Snelheid  |
| --- | ------------------ | --------------- | --------- | --------- |
| 1   | Charlie Dodson     | Sunbeam         | 3:39"59'0 | 72,05 mph |
| 2   | Alec Bennett       | Sunbeam         | 3:44"47'0 | 70,51 mph |
| 3   | Henry Tyrell-Smith | Rudge-Whitworth | 3:45"37'0 | 70,25 mph |
| 4   | Percy "Tim" Hunt   | Norton          | 3:45"54'0 | 70,16 mph |
| 5   | Ernie Nott         | Rudge Whitworth | 3:47"04'0 | 69,80 mph |
| 6   | Freddie Hicks      | Velocette       | 3:48"51'0 | 69,26 mph |
| 7   | A. Simcock         | Sunbeam         | 3:50"02'0 | 68,90 mph |
| 8   | Paddy Johnston     | Cotton          | 3:53"56'0 | 67,68 mph |
| 9   | Edwin Twemlow      | DOT             | 3:56"51'0 | 66,92 mph |
| 10  | S. Jackson         | Montgomery-JAP  | 3:59"19'0 | 66,23 mph |
| 11  | H. Bacon           | Sunbeam         | 3:59"26'0 | 66,19 mph |
| 12  | Syd Crabtree       | Velocette       | 4:01"59'0 | 65,50 mph |
| 13  | Tommy Hatch        | Scott           | 4:02"27'0 | 65,37 mph |
| 14  | E. Thomas          | Velocette       | 4:08"31'0 | 63,77 mph |
| 15  | J. Duncan          | Raleigh         | 4:19"18'0 | 61,12 mph |
| 16  | Frank Longman      | AJS             | 4:27"11'0 | 59,31 mph |

| \| Coureur \| Merk \| Oorzaak \| \| --------------- \| --------------- \| ---------- \| \| Tom Bullus \| Raleigh \| \| \| Pietro Ghersi \| Cotton \| \| \| Syd Gleave \| Scott \| \| \| Wal Handley \| AJS \| \| \| Bernard Hieatt \| Cotton \| \| \| Doug Lamb \| Norton \| Val (†)[1] \| \| Ted Mellors \| Norton \| \| \| Jock Porter \| New Gerrard \| \| \| George Rowley \| AJS \| \| \| Tom Simister \| Velocette \| \| \| Jimmie Simpson \| Norton \| Val[1] \| \| Tommy Spann \| AJS \| \| \| Kenneth Twemlow \| DOT \| \| \| Graham Walker \| Rudge-Whitworth \| \| \| Stanley Woods \| Rudge-Whitworth \| \| |                 |         |
| Coureur | Merk            | Oorzaak |
| Tom Bullus | Raleigh         |         |
| Pietro Ghersi | Cotton          |         |
| Syd Gleave | Scott           |         |
| Wal Handley | AJS             |         |
| Bernard Hieatt | Cotton          |         |
| Doug Lamb | Norton          | Val (†) |
| Ted Mellors | Norton          |         |
| Jock Porter | New Gerrard     |         |
| George Rowley | AJS             |         |
| Tom Simister | Velocette       |         |
| Jimmie Simpson | Norton          | Val     |
| Tommy Spann | AJS             |         |
| Kenneth Twemlow | DOT             |         |
| Graham Walker | Rudge-Whitworth |         |
| Stanley Woods | Rudge-Whitworth |         |

## Junior TT
Maandag 10 juni, 7 ronden (425 km), motorfietsen tot 350 cc.
Velocette was nog steeds oppermachtig in de Junior TT. Alec Bennett leidde aanvankelijk en daarna AJS-rijder Wal Handley, maar in de derde ronde nam Freddie Hicks de leiding. Hij reed een nieuw ronde- en een nieuw racerecord en won de race. Cecil Ashby liep bij een val bij Ballacraine ernstige hoofdverwondingen op, waaraan hij nog dezelfde dag in Nobles Hospital in Douglas overleed.
| Pos | Coureur         | Merk           | Tijd      | Snelheid  |
| --- | --------------- | -------------- | --------- | --------- |
| 1   | Freddie Hicks   | Velocette      | 3:47"23'0 | 69,71 mph |
| 2   | Wal Handley     | AJS            | 3:48"45'0 | 69,29 mph |
| 3   | Alec Bennett    | Velocette      | 3:49"42'0 | 69,00 mph |
| 4   | Charlie Dodson  | Sunbeam        | 3:54"37'0 | 67,56 mph |
| 5   | Tom Simister    | Velocette      | 3:56"20'0 | 67,07 mph |
| 6   | D. Hall         | Velocette      | 3:57"06'0 | 66,85 mph |
| 7   | Syd Crabtree    | Velocette      | 4:00"22'0 | 65,94 mph |
| 8   | K. Burrows      | DOT            | 4:03"23'0 | 65,12 mph |
| 9   | Kenneth Twemlow | DOT            | 4:04"30'0 | 64,83 mph |
| 10  | Jimmy Shaw      | Velocette      | 4:05"15'0 | 64,63 mph |
| 11  | W. Braidwood    | Velocette      | 4:05"21'0 | 64,60 mph |
| 12  | A. Simcock      | Sunbeam        | 4:06"45'0 | 64,24 mph |
| 13  | S. Jackson      | Montgomery-JAP | 4:07"59'0 | 63,92 mph |
| 14  | G. Emery        | Sunbeam        | 4:08"55'0 | 63,67 mph |
| 15  | Tommy Spann     | AJS            | 4:10"30'0 | 63,27 mph |
| 16  | C. Barrow       | Levis          | 4:25"26'0 | 59,71 mph |

| Coureur          | Merk         | Oorzaak |
| ---------------- | ------------ | ------- |
| Cecil Ashby      | New Imperial | Val (†) |
| Pietro Ghersi    | Cotton       |         |
| Jimmie Guthrie   | Norton       |         |
| Bernard Hieatt   | Cotton       |         |
| George Himing    | Zenith       |         |
| Percy "Tim" Hunt | Norton       |         |
| Paddy Johnston   | Cotton       |         |
| Doug Lamb        | Norton       |         |
| Frank Longman    | AJS          |         |
| Ted Mellors      | New Imperial |         |
| Jock Porter      | New Gerrard  |         |
| Jimmie Simpson   | Norton       |         |
| Edwin Twemlow    | DOT          |         |
| Harold Willis    | Velocette    |         |
| Stanley Woods    | Norton       |         |

## Lightweight TT
Woensdag 12 juni, 7 ronden (425 km), motorfietsen tot 250 cc.
Het leek er 5½ ronde op dat Pietro Ghersi de Lightweight TT zou gaan winnen, maar daarna viel hij uit door motorproblemen. Door het uitvallen van Ghersi kon Syd Crabtree de eerste Lightweight-overwinning voor Excelsior scoren.
| Pos | Coureur         | Merk            | Tijd      | Snelheid  |
| --- | --------------- | --------------- | --------- | --------- |
| 1   | Syd Crabtree    | Excelsior       | 4:08"10'0 | 63,87 mph |
| 2   | Kenneth Twemlow | DOT             | 4:13"25'0 | 62,55 mph |
| 3   | Frank Longman   | OK Supreme      | 4:16"33'0 | 61,78 mph |
| 4   | Joe Sarkis      | OK Supreme      | 4:17"20'0 | 61,59 mph |
| 5   | Paddy Johnston  | Cotton          | 4:18"37'0 | 61,29 mph |
| 6   | S. Jackson      | Montgomery-JAP  | 4:25"56'0 | 59,60 mph |
| 7   | Edwin Twemlow   | DOT             | 4:28"37'0 | 59,00 mph |
| 8   | Jim Whalley     | Cotton          | 4:29"11'0 | 58,88 mph |
| 9   | Jimmy Shaw      | OK Supreme      | 4:29"41'0 | 58,77 mph |
| 10  | H. Lester       | S.O.S.-Villiers | 4:30"00'0 | 58,70 mph |
| 11  | F. Taylor       | OK Supreme      | 4:33"20'0 | 57,99 mph |
| 12  | J. Blackburn    | Excelsior       | 4:39"10'0 | 56,77 mph |
| 13  | W. Braidwood    | DOT             | 4:43"45'0 | 55,86 mph |

| Coureur          | Merk         | Oorzaak |
| ---------------- | ------------ | ------- |
| Vic Anstice      | OK Supreme   |         |
| Pietro Ghersi    | Moto Guzzi   | Motor   |
| Syd Gleave       | SGS-JAP      |         |
| Wal Handley      | OK Supreme   | Val     |
| Bernard Hieatt   | Cotton       |         |
| George Himing    | Zenith       |         |
| Ted Mellors      | New Imperial |         |
| Jock Porter      | New Gerrard  |         |
| Chris Tattersall | New Henley   |         |

1907 · 1908 · 1909 · 1910 · 1911 · 1912 · 1913 · 1914 · Eerste Wereldoorlog · 1920 · 1921 · 1922 · 1923 · 1924 · 1925 · 1926 · 1927 · 1928 · 1929 · 1930 · 1931 · 1932 · 1933 · 1934 · 1935 · 1936 · 1937 · 1938 · 1939 · Tweede Wereldoorlog · 1947 · 1948 · 1949 · 1950 ·1951 · 1952 · 1953 · 1954 · 1955 · 1956 · 1957 · 1958 · 1959 · 1960 · 1961 · 1962 · 1963 · 1964 · 1965 · 1966 · 1967 · 1968 · 1969 · 1970 · 1971 · 1972 · 1973 · 1974 · 1975 · 1976 · 1977 · 1978 · 1979 · 1980 · 1981 · 1982 · 1983 · 1984 · 1985 · 1986 · 1987 · 1988 · 1989 · 1990 · 1991 · 1992 · 1993 · 1994 · 1995 · 1996 · 1997 · 1998 · 1999 · 2000 · 2002 · 2003 · 2004 · 2005 · 2006 · 2007 · 2008 · 2009 · 2010 · 2011 · 2012 · 2013 · 2014